# Verzekering gewaarborgd wonen
De Verzekering gewaarborgd wonen is een gratis verzekering die door de Vlaamse overheid wordt aangeboden aan werkende personen (zowel werknemers als zelfstandigen) met een hypothecaire lening die is aangegaan voor het bouwen, kopen of renoveren van een woning. De verzekering loopt tien jaar vanaf de datum van aanvraag en stopt als de verzekerde de woning niet langer zelf bewoont. (Bijvoorbeeld bij verhuur.)
De verzekering voorziet in een bepaalde dekking als de verzekerde zijn hypothecaire lening niet meer kan afbetalen wegens onvrijwillige werkloosheid, inkomensverlies ten gevolge van overlijden of arbeidsongeschiktheid. Na een wachttijd van drie maanden biedt de Vlaamse overheid tijdelijk ondersteuning bij het aflossen van de lening tot maximaal € 600 per maand. De hoogte van het maandbedrag is afhankelijk van allerlei voorwaarden en omstandigheden. Het bedrag wordt rechtstreeks aan de bank overgemaakt.
Belangrijkste voorwaarden:
- Géén inkomensvoorwaarden.
- Een maximale verkoopwaarde van de woning.
- Voor een nieuwbouw-woning gelden bepaalde energienormen.
- Aanvraag binnen één jaar na het aangaan van de hypothecaire lening.
- Men kan deze verzekering slechts eenmaal aangaan.